# Almófar

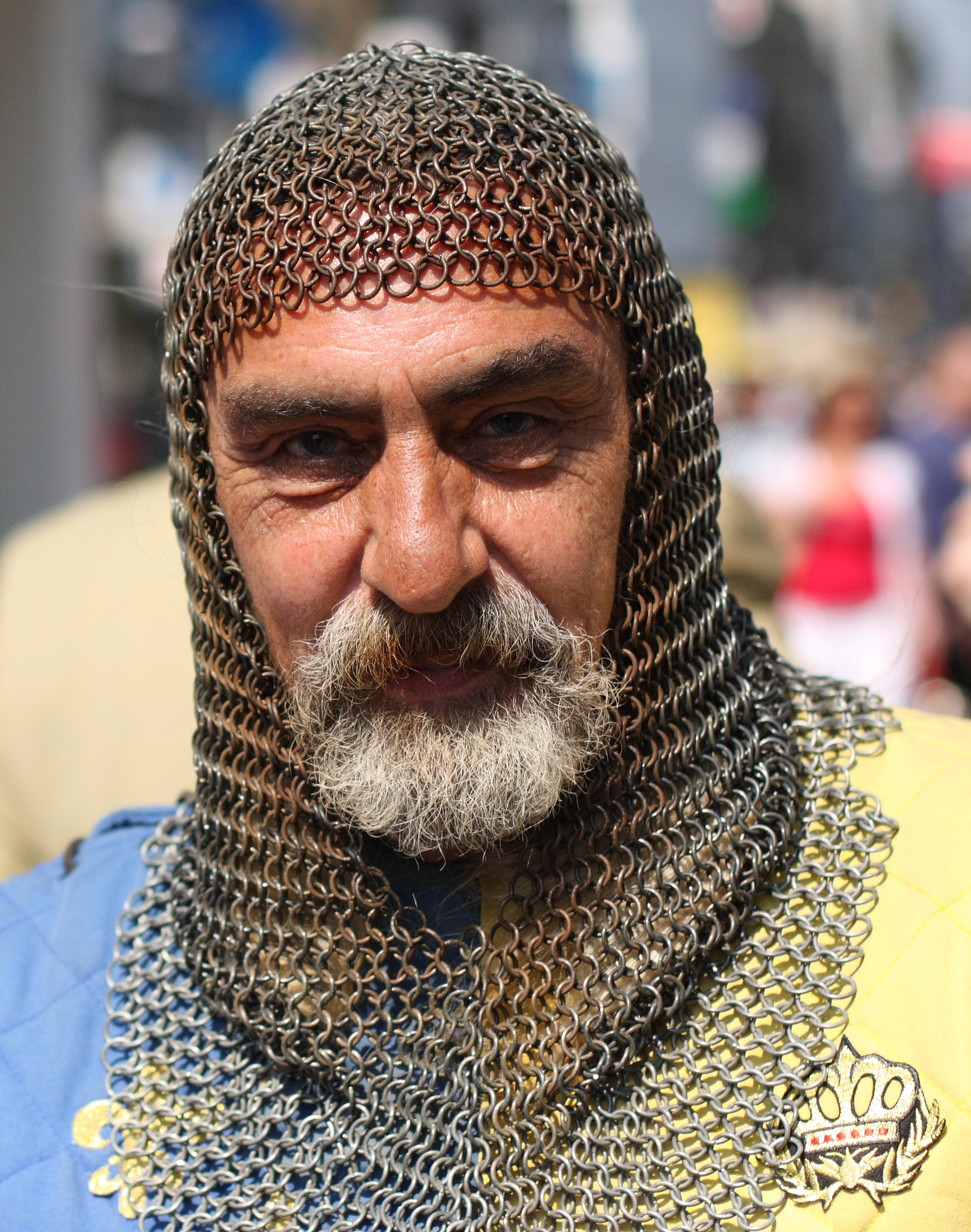
Almófar.

Un almófar era la capucha flexible de malla, vestida debajo del yelmo o como protección singular de la cabeza, que se extiende hasta cubrir el cuello y los hombros.  
Era de una pieza, y sus partes se llamaban gorro (en la cabeza), sábana (en el cuello y parte de la garganta) y manto de obispo o gola (en los hombros). Podía tener una extensión de la sábana para cubrir la boca, como parte íntegra o separada. 
Es importante no confundir el almófar con el alpartaz y la gola.